# Belo Polje (okręg morawicki)
Belo Polje (cyr. Бело Поље) – wieś w Serbii, w okręgu morawickim, w gminie Gornji Milanovac. W 2011 roku liczyła 223 mieszkańców.